# Musée Bouchard
Musée Bouchard (Bouchardovo muzeum) bylo muzeum v Paříži. Nacházelo se v 16. obvodu v ulici Rue de l'Yvette. Muzeum bylo zasvěceno životu a dílu francouzského sochaře Henriho Boucharda (1875-1960) a nacházelo se v jeho bývalém ateliéru.

## Historie
Henri Bouchard si nechal ateliér postavit v roce 1924. Krátce po jeho smrti zde bylo v roce 1962 otevřeno sochařovo muzeum. V prosinci 2006 bylo rozhodnuto o přemístění ateliéru včetně 1300 jeho děl z Paříže do Musée d'art et d'industrie v Roubaix. Muzeum bylo definitivně uzavřeno 14. března 2007. Sochařův ateliér bude v Roubaix opět sestaven do původní podoby a zpřístupněn veřejnosti v roce 2015.